# Espírito Santo do Dourado
Espírito Santo do Dourado este un oraș în Minas Gerais (MG), Brazilia.